# Cesare Maria de Vecchi di Val Cismon
Grof Cesare Maria de Vecchi di Val Cismon, italijanski general, * 14. november 1884, Casale Monferrato, Kraljevina Italija, † 23. junij 1959, Rim, Italija.